# 가마촌 (오카야마현)
가마촌(可真村)은 오카야마현 아카이와군에 있던 촌이다. 현재의 아카이와시에 해당한다.

## 역사
- 1889년 6월 1일 - 정촌제 시행에 수반해 아카사카군 가마촌이 발족하였다.
- 1900년 4월 1일 - 군의 통합에 의해 아카이와군에 소속되었다.
- 1953년 12월 15일 - 아카이와군 도요타촌, 오노다촌, 와케군 구마야마촌(일부)과 합병, 정으로 승격해 구마야마정이 신설하여 폐지되었다.

## 참고문헌
- 角川日本地名大辞典 33 岡山県
- 『市町村名変遷辞典』東京堂出版、1990年。